# 托加

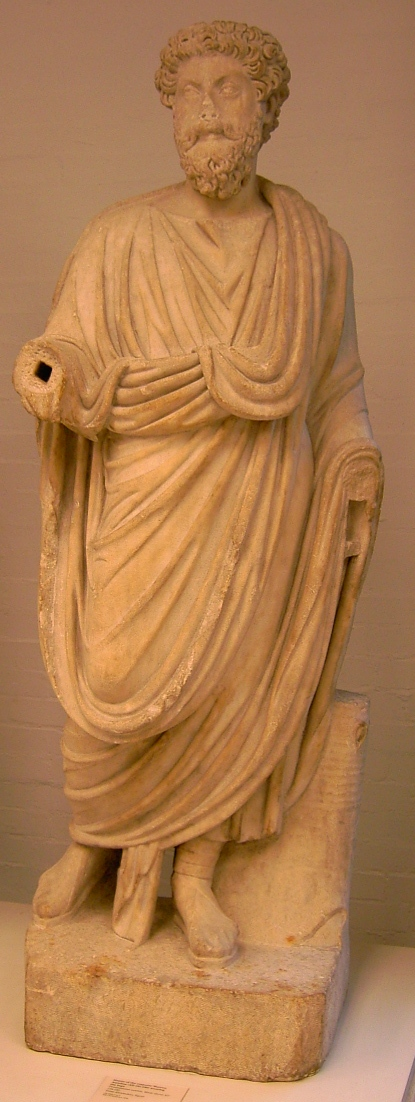
身着托加长袍的五贤帝之一的马尔库斯·奥列里乌斯

托加长袍（拉丁語：Toga，简称托加，或称罗马长袍）是最能体现古罗马男子服饰特点的服装。它是一段呈半圆形长约6公尺，最宽处约有1.8公尺的羊毛制兼具披肩、饰带、围裙作用的服装。穿着时一般在内穿一件麻制的丘尼卡（拉丁語：Tunica），然后将托加搭在左肩并围绕全身。托加也是罗马人的身份象征，只有男子才能穿着，而女子只能穿斯托拉（拉丁語：Stola）及帕拉（拉丁語：Palla），而没有罗马公民权者更是被禁止穿着托加。

## 历史
虽然经常与罗马人联系在一起，但托加长袍却是从当地土著的穿着的长袍发展而来的。据认为，托加的历史可以追溯到罗马王政时代的罗马第二个王——努玛·庞皮留斯在位期间（前717年至前673年）。在室内或者田间劳作时，托加通常被脱下，但是托加被认为是罗马人在室外唯一得体的盛装。根据卢基乌斯·昆克蒂乌斯·辛辛纳图斯的故事可以看出罗马人对托加的重视：当来自元老院通知其已经被选为独裁官的信使到来时，辛辛纳图斯正在自己的田间耕作，一见到他们，辛辛纳图斯就马上派其妻回家去取托加长袍以便能得体地接待信使。即使故事的真实性值得怀疑，但是这个故事也表现出了罗马人对此事的态度。
随着时代的变化，服饰的风格也在改变，罗马人吸收了希腊人和伊特鲁里亚人穿的衬衣“丘尼卡”（拉丁語：Tunica）。与此同时，托加却变得越来越宽大，同时穿着方式也变得越来越宽松。对于各种需要大动作的工作而言，托加正变得越来越没有用处。因此，在军队中托加的地位逐渐被萨古姆（拉丁語：Sagum，羊毛披风）所取代。在和平时期，托加也逐渐被各种其他使用纽扣或紧身披风所取代。但是，在帝国时期依旧是正式的宫廷服饰。

## 重要意义
在托加长袍逐渐从日常生活中消失的同时，它作为庆典服饰和身份标志的作用却变得越来越显著。早在前5世纪甚至更早的时候，托加就被看作是拥有罗马公民权者的特有标志。而外来者及被放逐者（均没有公民权）历来不被允许穿着托加：
|                                | 有一次在审理一件涉及公民权的案件中，律师们就被告应该穿罗马托加还是希腊斗篷一事争论不休，克劳狄似乎为了自夸公正，命令根据当事人是以原告身份说话还是被告身份说话而随时更换服装。 |
| ——苏维托尼乌斯，罗马十二帝王传 | |

所有级别的罗马官员都穿着托加以彰显其威仪。假如有官员穿着希腊斗篷和凉鞋的话，如果不是被视作犯罪的话，也会被视作极端不恰当的行为。奥古斯都在一次群众集会上看到一群穿深色斗篷的穷人时，他愤慨地引用维吉尔的句子喊道：
|                                | 瞧瞧这些罗马人，这些世界的主人，这个穿托加的种族！ |
| ——苏维托尼乌斯，罗马十二帝王传 |                                                    |

于是他命令市政官今后不再允许任何人不穿托加出现在广场、赛马场及其附近。
穿着不同类型或不同装饰的托加代表着一个人的地位、等级，因此剥夺某人穿着某种托加的权利就变成了一种惩罚措施，例如皇帝提比略：
|                                | 当他得知一个元老在7月1日之前搬进自己的花园，以图在7月1日之后按较低价在城里租一住房时，他剥夺了这位元老托加袍上的边饰。 |
| ——苏维托尼乌斯，罗马十二帝王传 | |

由于士兵们不穿托加，因此，托加往往被视作和平的标志。平民往往被称为“穿托加的人”（拉丁語：Togatus）以区别于穿萨古姆的士兵。西塞罗就在《论责任》（拉丁語：De Officiis）时说过：
|                  | 让武力屈服于托加。 |
| ——西塞罗，论责任 |                    |

## 种类

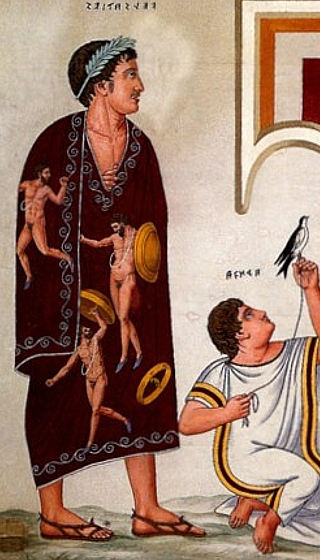
穿刺绣托加的罗马人

共有好几种不同的托加，分别用于不同的用途，其中包括：
- 成年托加（拉丁語：Toga virilis），也称白托加（拉丁語：Toga alba）或纯托加（拉丁語：Toga pura）：一种简单的白色托加，大多数罗马人在合法年龄（通常是14-18岁）在正式场合穿着，但这个岁数的罗马人也可能在其他场合穿着。
- 亮托加（拉丁語：Toga candida）：一种用白垩粉漂白成耀眼白色的托加，由竞选公共职位的候选人所穿，候选人（英語：candidate）一词就源自于此。该习俗曾于前432年被公民投票所禁止，但从未强制执行。
- 镶边托加（拉丁語：Toga praetexta）：一种普通的白色托加，边缘有紫色镶边，这种托加可以由以下几种人穿着：
  - 出生自由的未成年男孩
  - 所有高级长官
  - 最高级长官，独裁官在葬礼、节庆等场合
  - 某些祭司（例如祭司朱庇特的弗拉门祭司、大祭司等）
  - 在帝国时期，穿镶边托加成为了一种与等级无关的荣誉
  - 根据传统，罗马王政时期的王
- 深托加（拉丁語：Toga pulla）：主要作为丧服，但也可以在处于个人危机或者公共焦虑时使用。例如当西塞罗被放逐时，元老们决议通过穿深托加的方式来表达抗议。有权穿着镶边托加的官员在这种情况下穿一件简单的纯托加而不是深托加。
- 刺绣托加（拉丁語：Toga picta）：与其他托加不同，这种托加不仅染色，而且还会刺绣及装饰。它的本色是紫色的，并绣以金色。在共和国时期，将军们穿它参加凯旋式，在阿波罗大赛中，市政官穿着它站在众神战车上进入赛马场。在帝国时期穿刺绣的托加的人包括主持角斗士比赛的官员，执政官，有时还包括皇帝本人。
- 装饰托加（拉丁語：Toga trabea）：根据塞尔维乌斯的记载，此类型托加共有三种：第一种是纯紫色的，用于众神；第二种是紫色带一点白色，用于王；第三种有鲜红色横条纹及一条紫色的褶边，用于主司预言的祭司和主司战神马尔斯的祭司。而根据狄奥尼西奥斯的记载，所有的骑士阶级也穿这种托加，但此说尚缺乏证据。